# Kate Liu
Kate Liu (ur. 23 maja 1994 w Singapurze) – amerykańska pianistka, laureatka III nagrody oraz nagrody Polskiego Radia za najlepsze wykonanie mazurków na XVII Międzynarodowym Konkursie Pianistycznym im. Fryderyka Chopina w 2015 roku.

## Życiorys

### Początki kariery i edukacja muzyczna
Jej rodzina ma chińskie korzenie. Matka pochodzi z prowincji Junnan, natomiast ojciec z prowincji Shanxi. Sama do tej pory potrafi posługiwać się językiem mandaryńskim. Zaczęła grać na fortepianie w wieku czterech lat, zainspirowana próbami jej starszej siostry. Początkowo pobierała prywatne lekcje u rosyjskiej nauczycielki. Rozwijała dzięki temu zdolności techniczne, jak też poznawała utwory rosyjskich kompozytorów. Po dwóch latach została zakwalifikowana do konkursu dla wyjątkowo uzdolnionych dzieci, który organizowany był przez firmę Yamaha. Dzięki temu zyskała możliwość nauki w akademii muzycznej Yamaha w Singapurze. Poznawała tam podstawy komponowania, teorii oraz solfeżu. Każdego roku adepci akademii przechodzili na wyższy poziom nauczania. Interesowała się także nauką gry na skrzypcach. W ramach szkolnego zespołu muzycznego uczyła się podstaw gry na flecie. Zajmowała się również rysownictwem. Jej pierwszy publiczny występ miał miejsce w Singapurze, kiedy jej nauczycielka zorganizowała występ dla wszystkich szkolonych przez siebie uczniów. Kiedy miała osiem lat, przeniosła się z rodziną do Stanów Zjednoczonych. Jej ojciec będący specjalistą z zakresu informatyki otrzymał wtedy pracę w Chicago. Zmiana miejsca zamieszkania miała też ułatwić jej rozwój artystyczny. Z powodu wyjazdu z Singapuru nie ukończyła jednak programu nauczania w akademii Yamaha.
Mając 14 lat, dzięki udziałowi w lokalnym konkursie pianistycznym, zyskała możliwość wspólnego występu ze słynnym chińskim pianistą Lang Langiem. W Chicago Symphony Center, zagrała wtedy z nim Fantazję f-moll Franza Schuberta na cztery ręce. Pobierała również lekcje gry na fortepianie podczas prowadzonych przez niego zajęć dla najbardziej uzdolnionych młodych muzyków. W tym okresie wyjechała też na międzynarodową Letnią Akademię Muzyczną dla młodych artystów, która organizowana była w mieście Lawrence. Spędzony tam czas sprawił, że po raz pierwszy zaczęła myśleć o karierze pianistki. Dopiero dwa lata później podjęła jednak decyzję o tym, by zostać profesjonalnym muzykiem. Współpracowała w późniejszym okresie z Đặng Thái Sơnem, zwycięzcą X Konkursu Chopinowskiego. Pobierała u niego lekcje podczas letniego obozu szkoleniowego pod nazwą Piano Texas, gdzie był on jednym z zaproszonych artystów. Sporadycznie kontynuowała u niego naukę także w kolejnych latach. Lekcji udzielał jej również znany pianista rosyjskiego pochodzenia – Vladimir Feltsman.
Pierwszy samodzielny recital zagrała po ukończeniu 15 roku życia. Uczyła się w Instytucie Muzyki w Chicago u Alana Chowa, Micah Yui i Emilia del Rosario. W szkole tej pobierała lekcje kształcenia słuchu, teorii i historii muzyki, przygotowując się do studiów muzycznych. W 2012 r. ukończyła New Trier High School w jej rodzinnej miejscowości Winnetka w stanie Illinois. Jest w trakcie przygotowywania dyplomu licencjackiego w filadelfijskiej Curtis Institute of Music pod kierunkiem Roberta McDonalda. Przyznaje, że inspiruje się wykonaniami wielu wybitnych pianistów, ale największy wpływ na jej interpretacje mają Grigorij Sokołow oraz Emil Gilels, których nazywa swoimi idolami.
Wystąpiła z recitalami w Nowym Jorku (Carnegie Hall, Subculture Arts Underground, Salmagundi Club, Temple Emanu-El i in.) oraz Waszyngtonie (Kennedy Center, Phillip’s Collection). Grywała ponadto na antenach telewizji (WTTW Chicago) i radia (w programie „From the Top” oraz w audycji chicagowskiego radia WFMT). Koncertowała również z orkiestrami Daegu, Montrealu, Hilton Head, Evanston, Skokie Valley i Filharmonii w Rochester. Na początku 2016 r. została wydana jej pierwsza płyta z wybranymi utworami, które zagrała podczas trwania XVII Konkursu Chopinowskiego. Na przełomie stycznia i lutego tego samego roku, wraz z orkiestrą Filharmonii Narodowej w Warszawie oraz pozostałymi laureatami Konkursu, odbyła tournée w Japonii i Korei Południowej. Szereg koncertów obejmował występy w takich miastach jak Morioka, Osaka, Niigata, Nagoja, Tokio, Sapporo oraz Seul. W drugiej połowie 2016 r. i na początku 2017 r. Kate Liu odwołała szereg zapowiedzianych wcześniej koncertów w Europie i Azji, uzasadniając to chorobą. Jej problemy zdrowotne dotyczyły kontuzji barku.

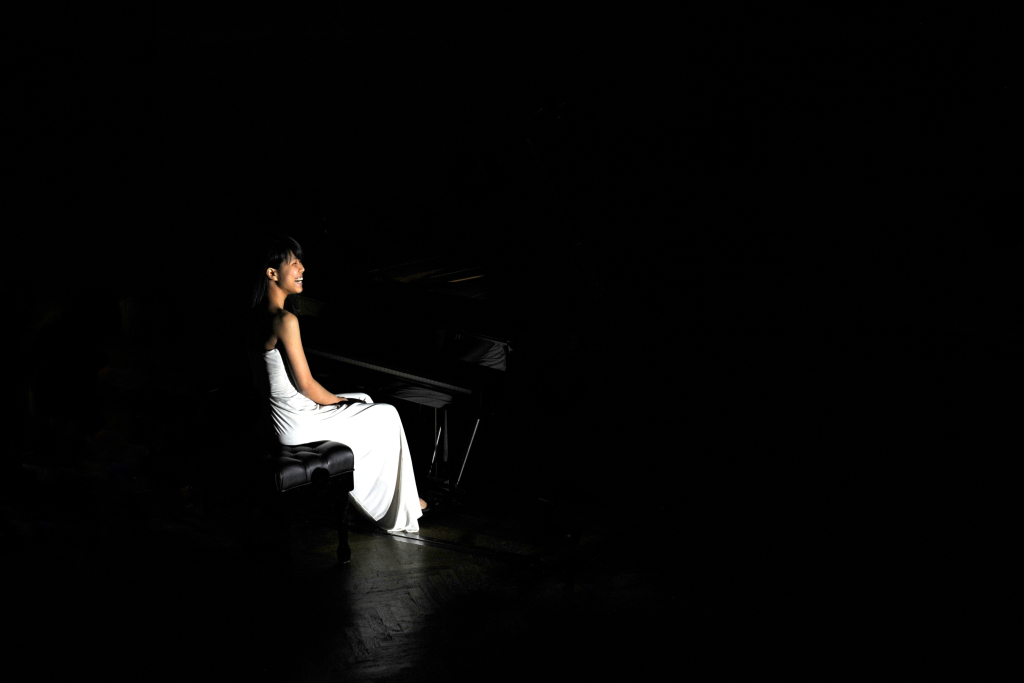
Kate Liu (2016)

### Wyróżnienia i sukcesy w konkursach pianistycznych
Pierwszy raz wzięła udział w konkursie pianistycznym w wieku 12 lat. Wygrała wtedy lokalny konkurs w Chicago. W 2006 i 2007 r. wygrała konkurs Chicago Steinway Competition, odpowiednio w grupie juniorów i seniorów. W 2007 oraz 2008 r. wygrała w Illinois konkurs dla juniorów, który był organizowany przez Stowarzyszenie Nauczycieli Muzyki. Zdobyła również II nagrodę na konkursie International Institute for Young Musicians Competition w 2008 r. Rok później w Luizjanie wygrała Junior Division of the Louisiana International Piano Competition. W 2010 r. zwyciężyła w V Międzynarodowym Konkursie Pianistycznym w Nowym Jorku. Zdobyła tam również nagrodę za najlepsze wykonanie utworu współczesnego. W lipcu tego samego roku występowała z Cleveland Orchestra jako finalistka konkursu Thomas & Evon Cooper International Competition, w którym otrzymała III nagrodę. Jest również laureatką konkursów: Eastman Young Artis International Piano Competition w Rochester (2012 r.) oraz w Montrealu i Hilton Head. Dwukrotnie, w 2011 i 2012 r., otrzymała stypendium Amerykańskiej Fundacji Chopina.
W 2015 r. została zwyciężczynią III Międzynarodowego Konkursu Chopinowskiego regionu Azji i Pacyfiku, który odbywał się w Daegu w Korei Południowej.
W 2016 r. została nominowana do nagrody „2017 American Pianists Awards”. Co cztery lata nagroda ta jest przyznawana pianistom w wieku od 18 do 30 lat. Zwycięzca został wybrany w ramach konkursu trwającego 13 miesięcy, który podzielony był na trzy etapy. Podczas pierwszego z nich jury składające się z uznanych pianistów na podstawie nadesłanych nagrań wybrało pięciu finalistów. W drugiej fazie rywalizacji w Indianapolis podczas „Premiere Series”, pianiści wykonali recital solowy oraz koncert z Orkiestrą Kameralną Indianapolis. Trzeci etap, czyli „Discovery Week”, odbył się w kwietniu 2017 r. i polegał na wykonaniu recitalu solowego, kameralnego oraz koncertu z orkiestrą symfoniczną. Konkurs ten od 1981 r. jest organizowany przez American Pianists Association, a jego zwycięzca otrzymał nagrodę „Christel DeHaan Classical Fellowship” w wysokości 100 tys. dolarów. Z powodu kontuzji ostatecznie artystka musiała zrezygnować z udziału w konkursie. W jej miejsce nominowany został Henry Kramer.
W 2022 wzięła udział w konkursie van Cliburna, jednak odpadła po ćwierćfinale.

## XVII Międzynarodowy Konkurs Pianistyczny im. Fryderyka Chopina
Udział w Konkursie Chopinowskim początkowo miał stanowić dla niej jedynie możliwość zdobycia doświadczenia. Chciała w nim wystartować od 2010 r., kiedy śledziła przebieg ówczesnej edycji konkursu. Przygotowywała się pod opieką nauczyciela Roberta McDonalda. W tym czasie analizowała również wykonania uczestników poprzednich edycji m.in. Julianny Awdiejewej, Ingolfa Wundera, Daniła Trifonowa oraz Đặng Thái Sơna i Rafała Blechacza. W grudniu 2014 r. wysłała płytę DVD ze swoimi wykonaniami, dzięki czemu została zakwalifikowana do dalszej rywalizacji.
W kwietniu 2015 r. wzięła udział w przesłuchaniach eliminacyjnych w Warszawie. Zagrała tam następujące utwory: Nokturn H-dur op. 62 nr 1, Etiuda a-moll op. 10 nr 2, Etiuda a-moll op. 25 nr 4, Etiuda Ges-dur op. 10 nr 5, Mazurek H-dur op. 56 nr 1, Fantazja f-moll op. 49. Zyskała dzięki temu możliwość rywalizacji w zasadniczej fazie konkursu.
W pierwszym etapie zagrała: Etiudę a-moll op. 10 nr 2, Etiudę Ges-dur op. 10 nr 5, Fantazję f-moll op. 49 i Nokturn H-dur op. 62 nr 1. Została sklasyfikowana na 38 miejscu ze wskaźnikiem dopuszczalności do dalszego etapu na poziomie 68,75%.
W drugim etapie wykonała: Walca F-dur op. 34 nr 3, Balladę f-moll op. 52, Scherzo cis-moll op. 39 oraz Andante spianato i Poloneza Es-dur op. 22. Sklasyfikowano ją na czwartym miejscu, a jej wskaźnik dopuszczalności do następnej fazy rywalizacji wynosił 93,75%.
W trzecim etapie zaprezentowała: Mazurki op. 56, Poloneza-Fantazję As-dur op. 61 i Sonatę h-moll op. 58. Wspólnie z Charlesem Richardem-Hamelinem została sklasyfikowana na pierwszym miejscu, uzyskując 100% wskaźnik dopuszczalności do finału.
W finale zagrała I Koncert fortepianowy e-moll op. 11. Uzyskała średnią ocen 7,72, co dało jej ostatecznie trzecie miejsce. Od trzech jurorów otrzymała ocenę 10, czyli najwyższą możliwą notę. Byli to Andrzej Jasiński, Piotr Paleczny i Wojciech Świtała. Żaden z pozostałych uczestników nie otrzymał tylu najwyższych not. Czterech jurorów (Adam Harasiewicz, Garrick Ohlsson, Janusz Olejniczak i Katarzyna Popowa-Zydroń) przyznało jej natomiast notę – 9.

## Odbiór przez publiczność polską
W trakcie trwania XVII Konkursu Chopinowskiego zyskała szeroką sympatię polskiej publiczności. Wyrazem tego było zwłaszcza uzyskanie przez nią największej liczby głosów oddanych przez słuchaczy Radiowej Dwójki. Tym samym wygrała konkurs „Mój Chopin” i w opinii słuchaczy została uznana za najlepszą pianistkę Konkursu Chopinowskiego.
Pod koniec 2015 r. rozpoczęła w Polsce trasę koncertową. Wystąpiła m.in. w Katowicach, Poznaniu, Białymstoku i Warszawie. Wydarzenia te cieszyły się zainteresowaniem publiczności.

Profesor Marek Dyżewski powiedział na jej temat: 

Stała się bodaj najwybitniejszą uczennicą Fryderyka Chopina, jakiej ten mistrz już poza światem (…) doczekał się.

 Krytyk muzyczny Dorota Szwarcman oceniła ją następująco: 

Tacy pianiści jak ona zdarzają się raz na lata. Mam nadzieję, że zostanie doceniona w świecie niezależnie od tego konkursu, bo jest to osoba, której występy już dziś są prawdziwymi, niepowtarzalnymi wydarzeniami.